# 阿凱塔賈維-洛洛巴塔國家公園
阿凱塔賈維-洛洛巴塔國家公園是位於印尼東部北馬魯古省最大島嶼哈馬黑拉島的國家公園，成立於2004年，面積1,673平方公里。國際鳥盟認為該地區對至少23種鳥類的棲息至關重要。

## 位置
阿凱塔賈維-洛洛巴塔國家公園地處北馬魯古省哈馬黑拉島北部，屬於華萊士區生物多樣性熱點的一部分。

## 動植物
國家公園主要由低地和山地雨林組成，其中的生物多樣性豐富，包括貝殼杉、紅厚殼、蘇門達臘八果木、安木斯萬樹、番龍眼、太平洋鐵木、東印度橄欖和鈍葉膠木等。
北馬魯古發現的51種哺乳動物（其中7種為該地區的特有種）中，有28種發現於哈馬黑拉島，其中的Ornate cuscus為該島特有種。
北馬魯古的243種鳥類中，哈馬黑拉島有211種記錄在案，其中24種具區域性，包括華萊士天堂鳥（幡羽天堂鳥）、哈島鵑鵙、淡黑翡翠、大白鳳頭鸚鵡、華氏秧雞、摩鹿加翡翠、暗褐鸝、摩鹿加鷹、烏塚雉、長嘴烏鴉、灰頭果鳩、白胸八色鶇和翠藍三寶鳥等。國家公園內設有彎喙保護區（Suaka Paruh Bengkok, SPB）作為鸚鵡（包括雨傘巴丹鸚鵡、折衷鸚鵡和喋喋吸蜜鸚鵡等）被野放前的過渡地帶。
哈馬黑拉島的其他特有種還包括兩種蚱蜢、三種蜻蜓、一種蝴蝶和廿多種陸生軟體動物。

## 居民
國家公園為半遊牧民族「Tobelo Dalam」（或Forest Tobelo）的家園，他們與沿海的托貝洛村落共通托貝洛語，總人數約為2,000人。

## 保護和威脅
1981年「國家保護區計畫」規劃出4個保護區：阿凱塔賈維、洛洛巴塔、Saketa和甘科諾拉火山（Gunung Gamkonora）。1993年「印度尼西亞生物多樣性行動計畫」則建議劃為一個綜合保護區。國際鳥盟於1994－1996年在阿凱塔賈維和洛洛巴塔進行調查，並認定當地為重要鳥區。
1995年，阿凱塔賈維、洛洛巴塔地區被提議成立國家公園。1999年，兩地區的大片森林群被指定為國家森林區。
2004年11月12日，環境和林業部宣布建立總面積為167,300公頃（413,000英畝）的國家公園，由中哈馬黑拉蒂多雷群島市的阿凱塔賈維森林保護群（77,100公頃）和東哈馬黑拉地區的洛洛巴塔森林群（90,200公頃）組成。
非法砍伐和礦業活動對國家公園造成威脅。1990－2003年期間，北馬魯古的森林面積占比自86％下降至70％以下，消失的大多為低地（400公尺以下）森林，其中分布於低海拔地區的物種受到的影響最深。